# Nitrilimine

Mesomere Grenzstrukturen eines Nitrilimins (Beispiel)

Nitrilimine sind eine Stoffgruppe der organischen Verbindungen mit der allgemeinen Struktur R–CN–NR', wobei R und R' kohlenstoffhaltige Reste sind. Sie lassen sich beschreiben als konjugierte Base eines Amins, das an das Stickstoffatom eines Nitrils gebunden ist.

## Darstellung
Nitrilimine wurden erstmals als Produkte der thermischen Zersetzung von Tetrazolen unter Freisetzung von Stickstoff beschrieben.

## Eigenschaften
Nitrilimine sind linear gebaut. Sie werden in der Synthese heterocyclischer Verbindungen eingesetzt, beispielsweise in einer 1,3-dipolaren Cycloaddition an Alkine zu Pyrazolen. Wegen ihrer hohe Reaktivität lassen sie sich zumeist nicht in Substanz isolieren, sondern werden in situ umgesetzt.